# 에스타디오 데 아토차
아토차 경기장(바스크어: Atotxako futbol zelaia, 스페인어: Estadio de Atocha)은 스페인 바스크 지방 기푸스코아 주 산 세바스티안에 있었던 축구 경기장이다. 이 경기장은 1993년 아노에타로 둥지를 옮기기 전까지 레알 소시에다드가 안방 경기장으로 사용했다. 레알 소시에다드는 1913년에 온다레타를 떠나면서 이 경기장에 정착하였다. 이 경기장의 수용 인원은 본래 17,000명이었다.

## 역사
아토차 시립 경기장은 레알 소시에다드 역사상 두 번째 안방 구장으로, 1913년에 인근 산 세바스티안 구시가지에 있던 온다레타를 대신하게 되었다. 이후 레알 소시에다드는 에기아 동으로 이동하였다. 아토차 경기장은 본래 구 경륜장의 부지에 건설되었다. 1913년 10월 5일에 개장하면서 치른 첫 경기는 레알 소시에다드와 아틀레틱 빌바오 간의 경기로, 경기는 3-3 무승부로 끝났다. 흥미롭게도, 아토차 구장의 1호골 주인공은 산 마메스의 1호골 주인공과 동일 인물이었다: "피치치"라는 별칭으로 더 잘 알려진 아틀레틱 빌바오의 전설적인 공격수 라파엘 모레노 아란사디가 주인공이었다. 즉 스페인 1부 리그의 득점왕 상 명칭으로 오늘날 기리는 인물과 동일 인물이다.
이 구장은 대략 27,000명을 수용할 수 있었다. 1923년에 스페인 국가대표팀 경기를 한 번 주최하기도 했다.
이 구장의 공식 경기 마지막 골을 넣은 선수는 레알 소시에다드 공격수 오세아누 다 크루스로, 1993년 6월 13일, 테네리페와의 리그 최종전에서 쐐기골을 기록해 안방에서 3-1 승리를 선사했다. 며칠 후인 6월 22일, 폐장 경기로 레알 소시에다드와 바스크 국가대표팀 간의 경기가 열렸다. 아토차는 1979년에 바스크 국가대표팀 1경기를 주최했는데, 상대는 불가리아였고, 1915년에는 기푸스코아 선수권 2경기를 주최하기도 했다.
1993-94 시즌을 기점으로 레알 소시에다드는 새 구장인 아노에타를 안방 구장으로 쓰게 되었다. 아토차 구 경기장은 폐장 후에도 몇 년 더 남아 럭비 훈련장으로 사용되었지만, 주거 공간 확보를 위해 철거되었다.
40년 동안 파사이아 출신이자 레알 소시에다드의 전 선수였던 아마데오 라바르타가 관리인으로, 경기장 안에 거주했었다.

## 갤러리

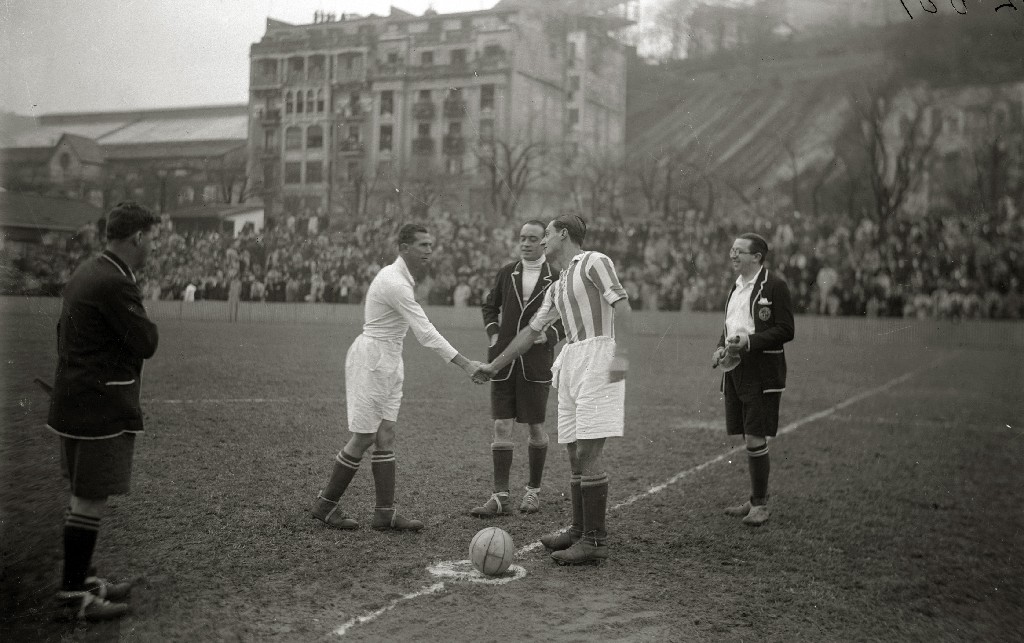
1929년 아토차의 첫 1부 리그 경기
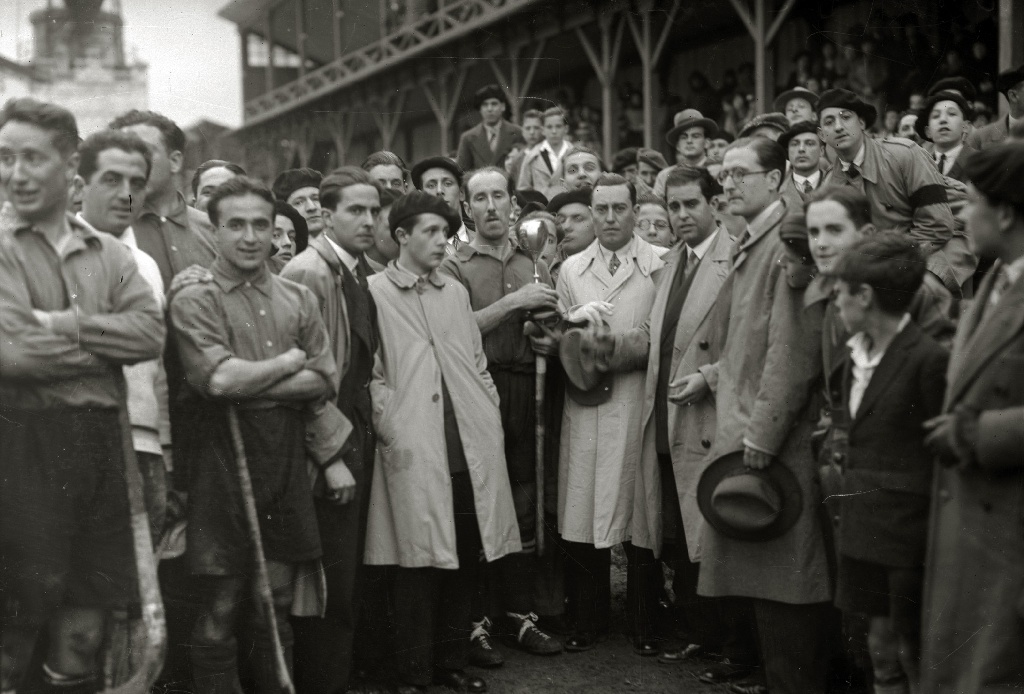
1930년 하키 경기를 관전하는 아토차의 관중들
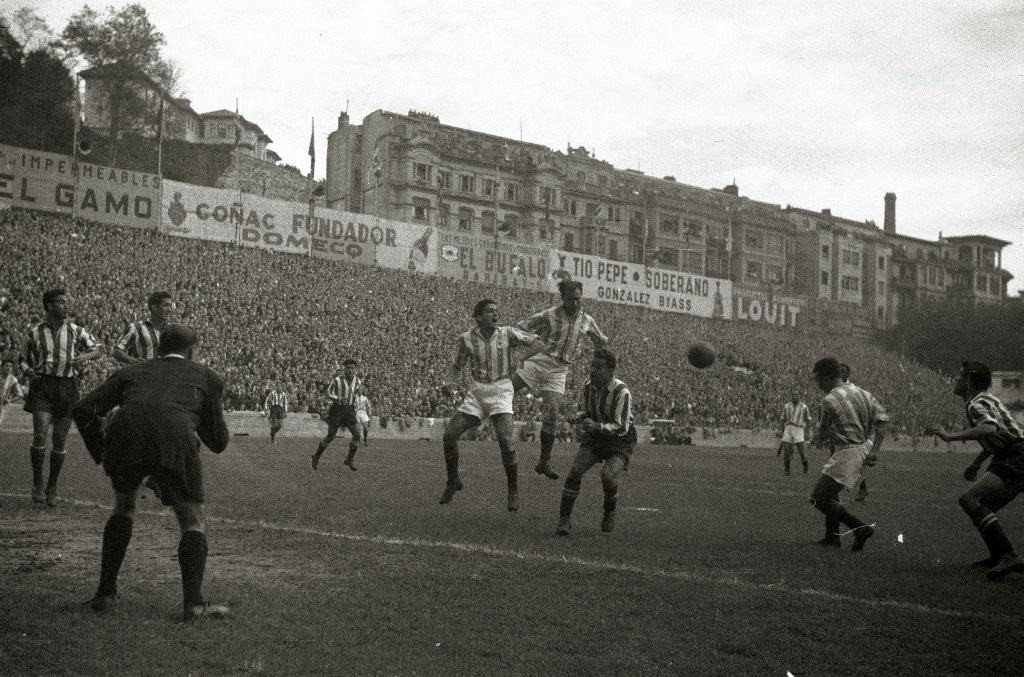
1952년, 레알 소시에다드 경기